# 马尔萨奈勒布瓦
马尔萨奈勒布瓦（法語：Marsannay-le-Bois，法語發音：[maʁsanɛ lə bwa]）是法国科多尔省的一个市镇，位于该省中东部偏北，属于第戎区。

## 地理
马尔萨奈勒布瓦（47°26'23"N, 5°5'42"E）面积11.94 平方千米，位于法国勃艮第-弗朗什-孔泰大區科多尔省，该省份为法国中东部省份，北起奥布省，西接涅夫勒省和约讷省，南至索恩-卢瓦尔省，东南接汝拉省，东临上索恩省，东北部与上马恩省接壤。
与马尔萨奈勒布瓦接壤的市镇（或旧市镇、城区）包括：热莫、诺尔日城、萨维尼勒塞克、谢涅、克莱奈、埃帕尼、弗拉塞。

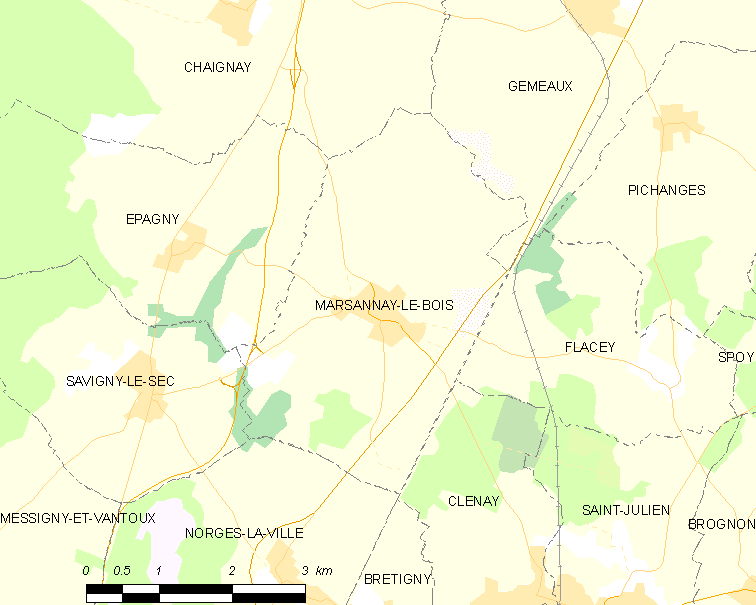
马尔萨奈勒布瓦的OSM定位图

马尔萨奈勒布瓦的时区为UTC+01:00、UTC+02:00（夏令时）。

## 行政
马尔萨奈勒布瓦的邮政编码为21380，INSEE市镇编码为21391。

## 政治
马尔萨奈勒布瓦所属的省级选区为蒂耶河畔伊斯县。

## 人口

1962-2008年间马尔萨奈勒布瓦人口变化图示

马尔萨奈勒布瓦于2022年1月1日时的人口数量为842人。